# تفحم

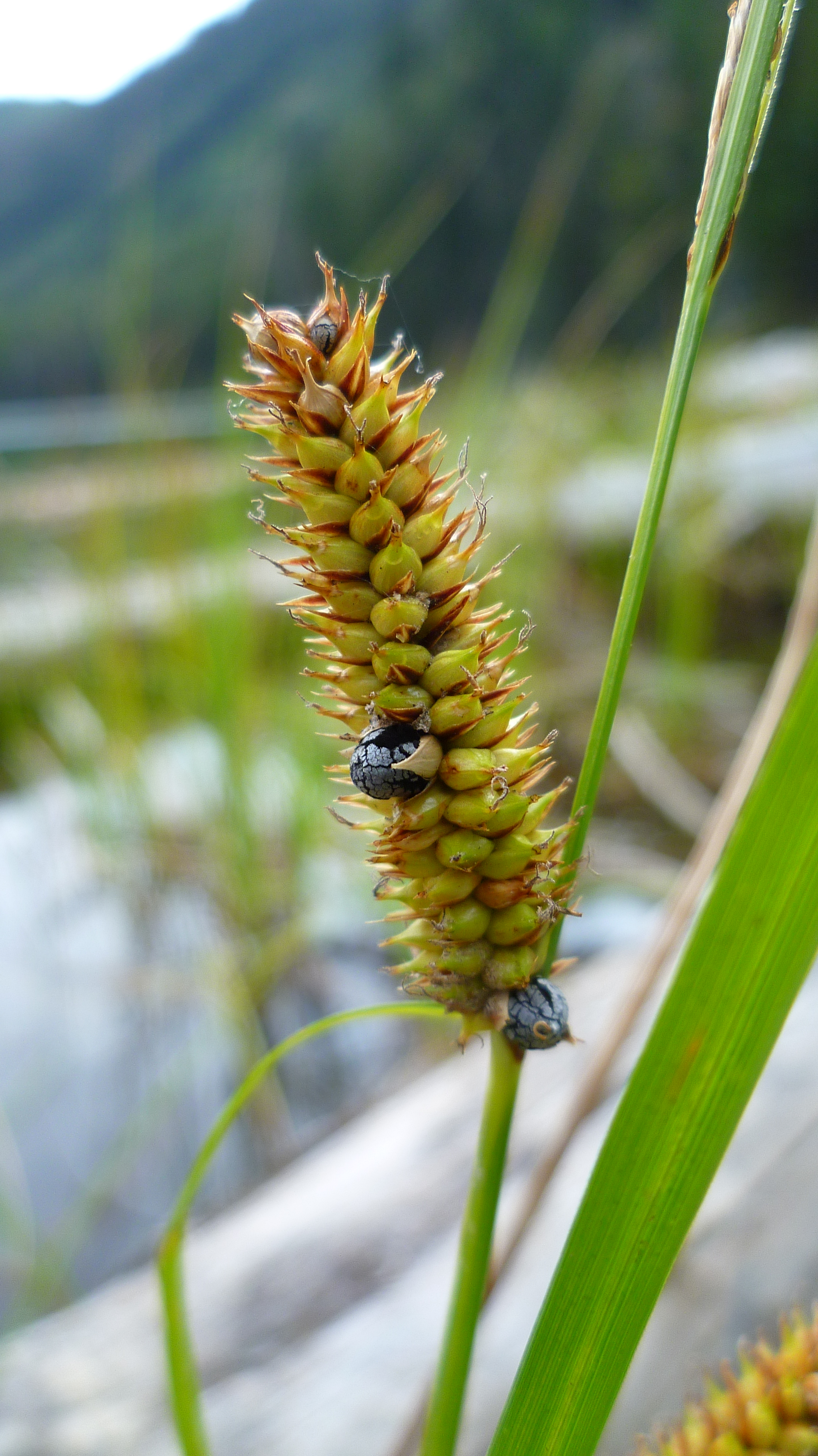

التفحم هو مرض فطري يصيب بعض المحاصيل الزراعية وبالأخص محاصيل الفصيلة النجيلية مثل الحنطة والذرة وقصب السكر والبصل.

## أنواع التفحم
- التفحم السائب
- التفحم المغطى

## التفحم السائب
مرض التفحم السائب من الأمراض المحمولة داخل الحبة على هيئة أجزاء دقيقة من الغزل الفطري (الميسيليوم) تسكن في منطقة الجنين لذلك فمصدر العدوى الأساسي هو الحبوب الحاملة للغزل الفطري الساكن بجوار الجنين. تحدث العدوى في موسم و تتكشف الإصابة في الموسم التالي.

### طريقة حدوث العدوى
يمكن أن تسلك الجرثومة المسببة لمرض التفحم السائب إحدى طريقتين لإحداث العدوى:
- من خلال الميسم وقلم الزهرة حتى الوصول إلى المبيض المستعد للتلقيح .وتسلك الجرثومة نفس سلوك اللقاح حتى تصل إلى منطقة الجنين وتسكن على هيئة غزل فطري دقيق للغاية لا يمكن كشفه إلا بوسائل فحص خاصة، كما لا تظهر على الحبوب المصابة أية أعراض تميزها عن الحبوب السليمة ويستمر الميسيليوم ساكنا حتى موعد الزراعة التالي ولا يوجد اى تأثير على مواصفات الدقيق الناتج من الحبوب الحاملة للغزل الساكن.
- قد تسلك الجرثومة طريق الاختراق المباشر لجدار المبيض و الوصول إلى منطقة الجنين مباشرة ويظل الميسيليوم في حالة سكون كامل حتى موعد الزراعة.

### دورة حياة المرض
عند زراعة الحبوب الحاملة للإصابة ينشط الجنين عند امتصاصه للماء و يتم الإنبات وخروج الريشة و في نفس التوقيت يتم حدوث التنبيه للغزل الفطري فينمو و يستطيل كلما استطالت الساق الأولية متلازماً مع القمة النامية.
عند تكوين الإشطاءات (الخلفات)، يرسل الفطر نموات فرعية من الميسيليوم إلى الفروع الجديدة ولا تظهر أية أعراض ظاهرية تميز النباتات المصابة عن السليمة وخلال كل هذه المراحل يكون نمو الميسيليوم بين الخلايا ولا يحدث أي تدمير للخلايا حتى بداية تكوين أو نشوء السنبلة.
عند هذه المرحلة يتحول الميسيليوم إلى النمو الداخلي (أي داخل الخلايا) ويحتل كل أزهار السنبلة و يتحول إلى تكوين الجراثيم السوداء المميزة للفطر ويستقبل الفطر كل المواد الغذائية المرسلة إلى الحبة وتتزايد أعداد الجراثيم المتكونة حتى يقضي تماما على محتويات الحبة، وعند خروج السنبلة من الغمد يتمزق الغلاف الشفاف الذي يحيط بالحبة وتصبح الجراثيم حرة وتتناثر مع الرياح و اهتزاز النباتات لتسقط على الأزهار الجديدة الجاهزة للإخصاب وتسكن بجوار الجنين على هيئة غزل فطري و تعيد نفس الخطوات السابقة و لا يبقى من السنبلة سوى المحور الرئيسي والذي تظهر عليه أماكن تواجد السنيبلات الخالية من أية حبوب.

### المكافحة
- زراعة الأصناف التي توصي بها وزارة الزراعة والمعاملة بالمطهرات الفطرية مركزياً(للبذور قبل الزراعة)
- عدم أخذ بذار من حقول سبق ظهور الإصابة فيها.
- في حالة ظهور الإصابة يمكن جمع النباتات المصابة و وضعها في أكياس وحرقها خارج الحقل وذلك للتقليل من أعداد الجراثيم التي يمكن أن تعيد العدوى.

## التفحم المغطى
يصيب الذرة بشكل خاص. تعتبر الإصابة بهذا المرض موضعية وتظهر الأعراض على شكل أورام أو انتفاخات تكون في البدايات صغيرة ثم تأخذ بالتضخم تدريجياً حتى تصل إلى حجم الكوز في معظم الأحيان.
تكون الانتفاخات مغطاة بغلاف سميك لونة أبيض فضي مكون من أنسجة النبات المصاب والفطر.
يحتوي الورم أو الانتفاخ على كميات كبيرة من الجراثيم التليتية على هيئة مسحوق أسود فحمي (مثل الفحم) أسود. تنتشر الجراثيم بعد تمزق الكيس وتملأ المكان وتبقى حية للعام التالي.
تنتقل الجراثيم بالرياح إلى البراعم أو الأوراق أو النورات المذكرة والمؤنثة وأحياناً تنتقل إلى الجذور العرضية وتصيبها.

### المكافحة
الإجراءات الوقائية والإصحاح هي أهم الخيارات المتوفرة لمكافحة المرض.
- استنباط الأصناف المقاومة للمرض.
- تطهير البذار بالمبيدات الفطرية وبالأخص في الأراضي الجديدة.
- جمع الأجزاء المصابة في أكياس وحرقها.
- عدم إلقاء الاكياس المتفحمة في مجاري المياه حيث أن ذلك يساعد على انتشارها.
- عدم تغذية الحيوانات على الكيزان المصابة.